# Caso Francisca Sandoval
Francisca Sandoval (Santiago, 22 de agosto de 1991-Santiago, 12 de mayo de 2022) fue una reportera y comunicadora del medio de comunicación chileno Señal 3 de La Victoria, que fue asesinada al recibir un impacto de bala el 1° de mayo del 2022, mientras cubría la marcha del Día del trabajador organizada por la "Central Clasista de Trabajadoras y Trabajadores". Su asesinato conmocionó a Chile, ya que se convirtió en la primera comunicadora asesinada en democracia,y también, porque su muerte se dio en medio de una crisis de seguridad y orden en el Barrio Meiggs, ubicado en la comuna de Santiago.
El autor del homicidio, Marcelo Naranjo, fue declarado culpable y condenado a 24 años de prisión el día lunes 28 de Octubre de 2024.  En un comienzo fue formalizado por homicidio frustrado, pero el 13 de mayo del 2022, tras la muerte de la comunicadora en la ex Posta Central, fue reformalizado por homicidio consumado.

## Contexto
Mientras transcurría una de las marchas por el Día Internacional de los Trabajadores en Santiago, se provocó una enfrentamiento entre manifestantes y presuntos comerciantes ambulantes del barrio Meiggs en la Avenida Libertador General Bernardo O'Higgins, mayormente conocida como La Alameda o Alameda, principal Avenida de la capital chilena. El grupo de personas armadas que se encontraban por la comercial calle San Alfonso hicieron uso de sus armas de fuegodisparando en distintas direcciones hacia los manifestantes ubicados la Alameda.   
El barrio Meiggs presentaba un problema de seguridad con anterioridad a la muerte de Francisca Sandoval, ya que el lugar había sido tomado por una banda criminal que operaba utilizando toldos azules como fachada de comerciantes. El líder de la banda fue detenido en marzo del 2022 por el asesinato de un comerciante ambulante.

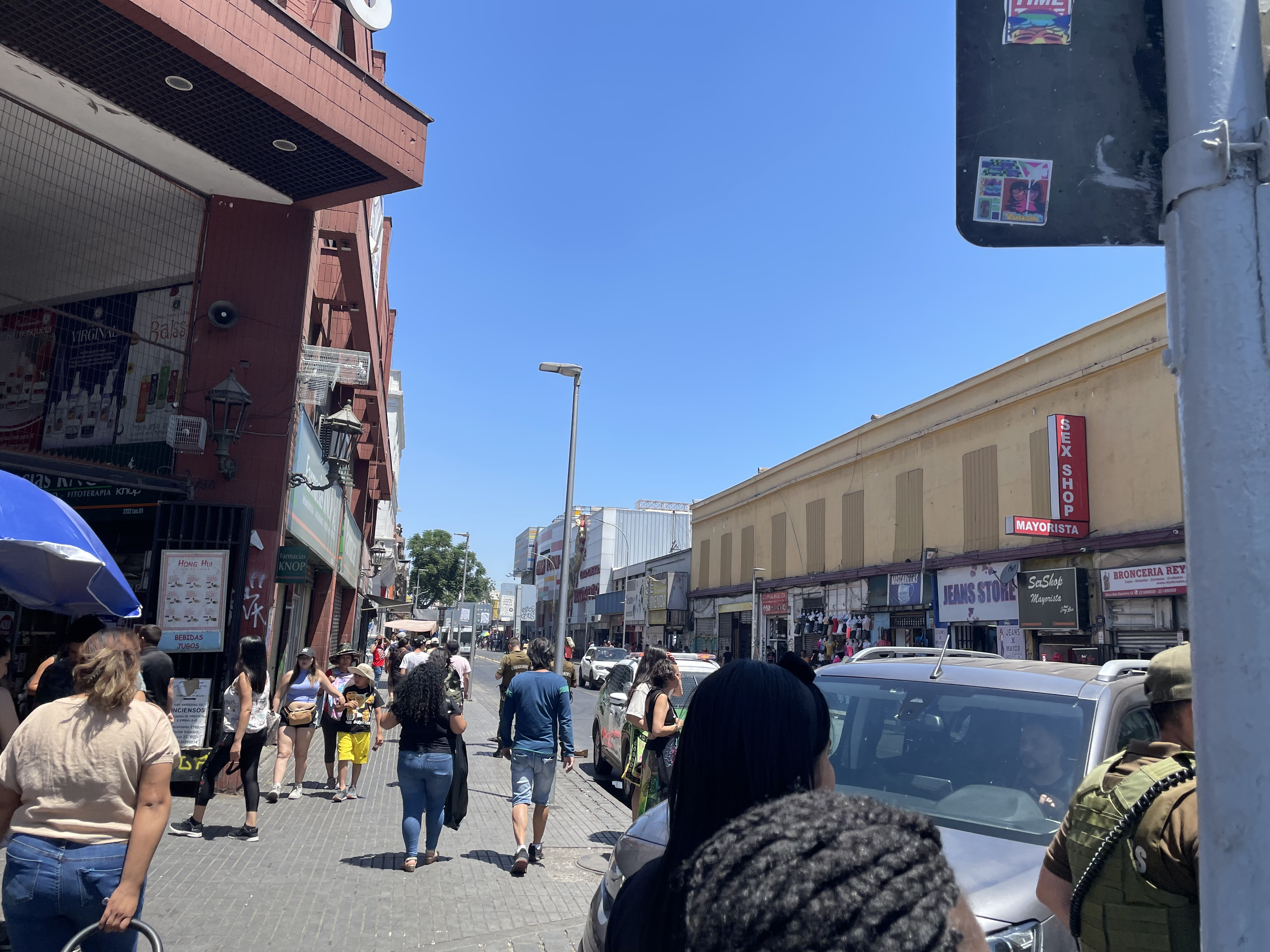
Calle Bascuñán Guerrero en Barrio Meiggs sin toldos azules y con presencia de Carabineros

Debido a la aparición de la banda criminal en el barrio, el Gobierno de Chile en conjunto con la Municipalidad de Santiago realizaron un operativo policial para erradicar los denominados toldos azules y hacer una limpieza del lugar. Aunque por un tiempo los toldos azules desaparecieron, estos volvieron a reaparecer en la víspera de la celebración de Halloween del 2022.
Unas semanas antes del homicidio de Francisca Sandoval, el 25 de marzo, habían ocurrido graves hechos a poca distancia de allí, con un grupo de personas que dejaron gravemente herido con riesgo vital a un joven menor de edad, estudiante del Liceo 7 de Ñuñoa, que participaba de una marcha estudiantil en el sector. Se denunció un ataque concertado de grupos vinculados a bandas delictuales del barrio Estación Central y Barrio Meiggs, la aparición de un civil armado amenazando a los estudiantes, y pruebas gráficas que indicaban la pasividad de Carabineros antes estos hechos.

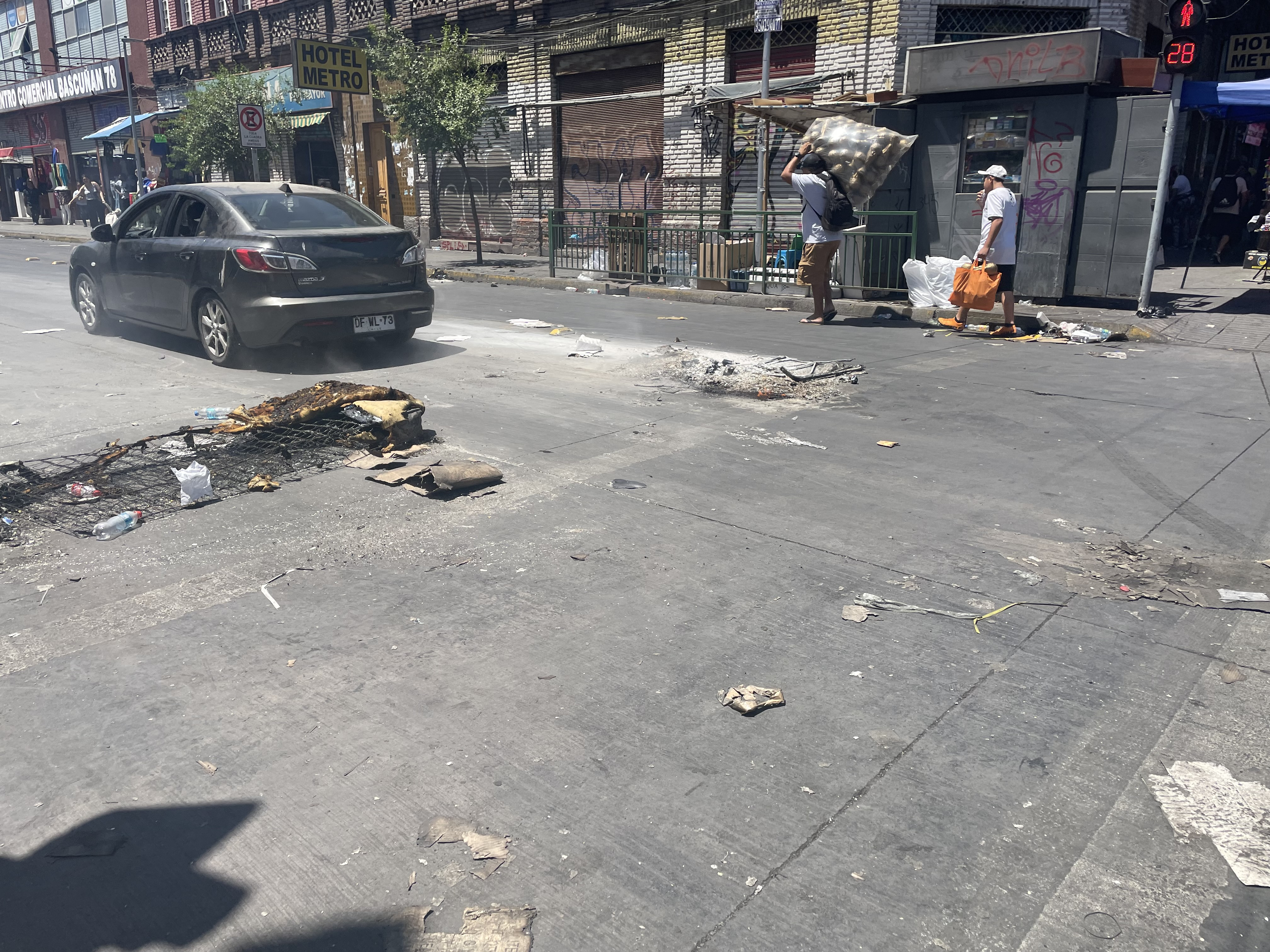
Barricada de personas que están en contra de la expulsión de los denominados toldos azules

## Cronología de hechos

### 1 de mayo
En el marco de incidentes entre un grupo de personas armadas y manifestantes del Día Internacional de los Trabajadores, en la Alameda sector Barrio Meiggs, Francisca Sandoval recibe un impacto de bala en su rostro y es trasladada junto a otras tres personas heridas a la Posta Central, donde es operada de urgencia. Carabineros informa que dos personas, una de nacionalidad colombiana y otra venezolana, fueron detenidas y llevadas a la Tercera comisaría de Santiago por ser sospechosos de los disparos.
Al menos once personas armadas dispararon contra los manifestantes y comunicadores presentes en la manifestación desde puestos comerciales en donde estaban atrincherados. Nueve de los once individuos lo hicieron con armas de fuego y los otros dos con armas de fogueo, sin proyectiles.
Además de Francisca Sandoval, también fueron heridos de bala la reportera de Radio 7 Fabiola Moreno y el reportero del medio comunitario Prensa Piensa Roberto Caro. 
La senadora Fabiola Campillay visita la Posta Central y condena los hechos ocurridos en la marcha del día del trabajador. Constanza Martínez, delegada presidencial en la Región Metropolitana, anuncia que se querellarán contra quien resulte responsable y solidarizó con las víctimas. 
En la noche del 1 de mayo, el presidente de Chile, Gabriel Boric, es entrevistado por Televisión Nacional , y ahí entrega un mensaje a la familia de Francisca Sandoval, señalando que el gobierno dispondrá de todo lo necesario para que se haga justicia.  
Desde el mismo día, suscita controversia en los medios de comunicación y las redes sociales la pasividad de Carabineros de Chile ante los incidentes y la balacera ejecutada por el grupo de personas armadas, apareciendo múltiple material gráfico que constata ciertos diálogos y cercanías entre algunas de las personas armadas, y funcionarios policiales.

### 2 de mayo
El hospital entrega un parte médico en el que se señala la entrega del alta médica a los otros dos heridos, y se menciona que Francisca Sandoval se encontraba en estado de extrema gravedad.
En la mañana, los dos sospechosos de los disparos son formalizados y se les otorga arresto domiciliario, esto debido a que ni la Fiscalía ni el Ministerio del interior, solicitaron como medida cautelar la prisión preventiva.
Durante la noche del 2 de mayo, es detenido por la Policía De Investigaciones en la comuna de Pedro Aguirre Cerda, el principal sospechoso de los disparos hacía la comunicadora, Marcelo Naranjo, quien vivía en la misma población en la que se encontraba el lugar de trabajo de Francisca. Siendo dejado en prisión preventiva ante la alta posibilidad de fuga. 

### 3 de mayo
El Presidente Gabriel Boric visitó a Francisca Sandoval en la Posta Central y se reunió con su familia.

### 7 de mayo
En el sector de Plaza Baquedano y en las afueras de la Posta Central, se realizaron manifestaciones de ciudadanos que exigían justicia para la comunicadora.

### 12 de mayo
Tras doce días luchando por su vida, el medio señal 3 de la Victoria, comunicó el fallecimiento de la periodista en la ex Posta Central. 
El reporte de la ex Posta central fue que Francisca Sandoval falleció a las 10:58 debido a un traumatismo encéfalo craneano por un proyectil balístico, y, que evolucionó a una falla multiorgánica. 

### 13 de mayo
Con la muerte de Francisca Sandoval, el principal sospechoso de su muerte es re formalizado por homicidio consumado y es dejado en prisión preventiva a la espera de su juicio.

## Víctima
Hasta su muerte, Francisca Sandoval se desempeñaba como reportera del medio comunal Señal 3 de la Victoria, un medio independiente ubicado en la comuna de Pedro Aguirre Cerda y fundado en 1997. Además de trabajar y ser una fuerte activista por la justicia social, los familiares dicen que tras convertirse en madre de una niña, Francisca se enfocó 100% en su maternidad.
Aunque no cursó estudios de periodismo, sí tuvo un paso por la universidad, ya que, luego de terminados sus estudios secundarios en el año 2009, entró a estudiar Psicología en la Universidad Arcis en el año 2011. Sería en su paso por la universidad donde comenzaría a participar de manera más activa en manifestaciones y también desarrollaría un fuerte sentido de justicia social, que la llevarían a participar de ollas comunes y asambleas locales. 
El 28 de noviembre del 2012, mientras Francisca Sandoval se manifestaba en contra de la Ley de Pesca afuera del ex Congreso Nacional, fue atropellada por un motorista de carabineros y tuvo que ser trasladada a un centro asistencial. Debido al atropello, Sandoval tuvo que dejar la universidad y recuperarse. 
El culpable del atropello, el teniente Nicolás Martin, quien además había atropellado a otras 3 personas, fue condenado a 41 días, los cuales cumplió en libertad. Debido a lo ocurrido, Sandoval entregó un comunicado, en el cual reflexionó sobre no sentirse protegida por Carabineros y también señaló que lo ocurrido había sido intencional.

## Cuestionamientos y noticias falsas
A través de las redes sociales, principalmente de Twitter, se comenzaron a elevar noticias reales sobre Francisca Sandoval. El primero de ellos tenía relación con que Francisca Sandoval no era periodista, debido a que no tenía un título universitario que lo acreditara, y que solamente era una reportera gráfica. La discusión sobre si era o no periodista, también se instaló en diversos medios de comunicación. Una fake news que se alzó por Twitter, decía que Francisca Sandoval no era una periodista, sino que era una líder de izquierda, que pertenecía al Frente Patriótico Manuel Rodríguez  (FPMR) y que murió debido a que participaba saqueos organizados por grupos de extrema izquierda.

## Impacto de su muerte en el Ranking de libertad de prensa
Francisca Sandoval se transformó en la primera comunicadora asesinada desde el retorno de la democracia. Debido a su muerte, Chile bajó considerablemente en el Ranking de libertad de prensa realizado por la Sociedad Interamericana de Prensa (SIP). También, en el ranking mundial de Reporteros Sin Fronteras del año 2022, Chile bajó 28 puestos y se posicionó en el puesto número 80 de libertad de prensa.
José Carrasco Tapia (1943 – 1986), había sido el último periodista asesinado en Chile. Carrasco encabezaba una lista de 36 periodistas que fueron asesinados y desaparecidos durante la dictadura del chileno Augusto Pinochet.

## Reacciones
Tras la muerte de la comunicadora, muchas fueron las figuras públicas e instituciones que se refirieron a la noticia. Entre ellas la médica y exministra del Interior, Izkia Siches, la ministra vocera de gobierno, Camila Vallejo y la canciller, Antonia Urrejola.
La premio nacional de periodismo, Mónica González, entregó palabras de condolencias y también un mensaje de reflexión sobre el periodismo en Chile, afirmando que: “cuando se matan periodistas, se muere la democracia”, y también recalcó que lo sucedido con la periodista genera un hito en Chile. 
El Colegio de Periodistas de Chile se declaró en duelo y también anunció la tramitación de una Ley de protección a periodistas y personas que trabajan en las comunicaciones.
La Relatoría Especial para la Libertad de Prensa de la Comisión Interamericana de Derechos Humanos (CIDH) condenó los hechos que dieron muerte a Francisca Sandoval e hirieron a dos comunicadores, llamando al Estado de Chile a investigar "de forma diligente y efectiva, y a sancionar a los autores materiales e intelectuales de los actos de violencia registrados el 1 de mayo, así como emprender todas las acciones a su alcance para garantizar el libre cubrimiento de manifestaciones por parte de periodistas".

## El asesino de Francisca
El autor del homicidio es Marcelo Naranjo Naranjo (1980), un comerciante ambulante del Barrio Meiggs, que dentro del mundo delictual es conocido con el apodo de  "el pestaña". No es primera vez que Marcelo Naranjo debe enfrentar la justicia, ya que  estuvo condenado a 4 años por microtráfico y salió de prisión en el año 2019.[cita requerida]
Marcelo es padre de dos hijos, y su infancia estuvo marcada por acompañar a su madre a trabajar como comerciante ambulante en Estación Central. A los 13 años abandonó sus estudios escolares, y solo llegó hasta quinto básico. Ahí comenzaría a tener una vida marcada por delitos y el consumo de drogas, y sería a los 14 años cuando probaría por primera vez la marihuana.
Naranjo fue detenido el 2 de mayo de 2022 por la PDI (Policía de Investigaciones de Chile) tras ser el principal sospechoso del homicidio frustrado de la periodista, siendo reformalizado tras la muerte de esta a homicidio consumado.
El 16 de octubre de 2024 (tras más de dos años ocurrido el crimen), se dictaminó que Marcelo Naranjo era culpable de los delitos de homicidio simple, porte ilegal de armas y disparos injustificados en vía pública. Esto fue determinado de manera unánime por tres jueces pertenecientes al 4° Tribunal Oral en lo Penal de Santiago y tras 7 días de juicio, en donde se presentaron peritajes efectuados por la Policía de Investigaciones de Chile, imágenes de cámaras de seguridad (tanto municipales como de negocios cercanos a la zona del crimen), autopsia de la víctima, testigos, entre otras pruebas.
La sentencia fue dada a conocer el 28 de octubre de 2024, cuando se sentenció a 24 años de cárcel a Naranjo, el cual se desglosa en 15 años por homicidio simple, 4 años por porte ilegal de armas y 5 años por disparos injustificados en vía. Los días que paso Marcelo Naranjo en la cárcel en lo que duró la investigación se descontaron a la sentencia total, dejando en 22 años de presidió efectivo al asesino de Francisca.

## Presunta relación con banda delictual de Carabineros develada en mayo de 2024
El 23 de mayo de 2024, se informa de la detención de un grupo de 12 carabineros de la 2ª Comisaría de Estación Central de Carabineros de Chile, y la orden de detención de un funcionario policial más, por una investigación llevada a cabo por el Ministerio Público por diversos delitos, entre ellos, cohecho, extorsión, amenazas, apremios ilegítimos, y delitos de la Ley de Drogas. El grupo conocido como "Pulpos Verdes" operaba precisamente en el barrio Meiggs, lugar de los hechos del 1º de mayo de 2022, razón por la que en diversos medios y de parte de los querellantes en las causas de Francisca Sandoval y las otras personas heridas, se ha llamado a investigar la presunta relación o participación de esta banda delictual con dichos hechos.